# Лекторська вулиця (Харків)
Лекторська вулиця — вулиця у Новобаварському районі м. Харкова, розташована на території мікрорайону Нова Баварія. Пролягає від Ново-Баварського проспекту до вулиці Бугрименка.

## Межі
Лекторська вулиця має близько 10-ти метрів у ширину і 1,3 км у довжину. Починається від Ново-Баварського проспекту, де впирається в Харківський завод підйомно-транспортного устаткування [Архівовано 16 лютого 2016 у Wayback Machine.] і закінчується вулицею Бугрименка, де впирається в кіоск «Перехрестя» і пустир. Зі сходу від Лекторської вулиці розташований Колоритний провулок та Новодаргомижська вулиця, а з заходу Бакинська вулиця та Урожайна вулиця.
На вулиці розташовані будинки від № 1 до № 71 — переважно одноповерхова житлова забудова, проте трапляються і 2-3-5 та 9-типоверхові житлові і нежитлові будинки. Подвір'я у всіх будинків займають не більш як 0,7 — 1,0 га.

## Інфраструктура
Є вуличне освітлення, електрика проведена до кожного будинку, водопровід мають 90 % подвір'їв (інші набирають воду з водорозбірних колонок, яких тут лишилось 5). Більшість будинків газифіковано. Також є каналізація. На початку вул. Даргомижського, по Ново-Баварському проспекту простягається майже до окружної траси ніяк необлаштований безіменний громадський парк, який навпіл розділяє тролейбусне коло.